# DC FanDome
DC FanDome é uma convenção de quadrinhos e entretenimento realizada virtualmente no sítio online da DC Comics sob o domínio do nome da convenção. A convenção foi criada e anunciada em junho de 2020, como a resposta da Warner Bros. e DC ao cancelamento da San Diego Comic-Con devido à pandemia de COVID-19. A convenção apresenta informações sobre conteúdo baseado em DC, incluindo a franquia de filmes DC Extended Universe, a franquia de televisão Arrowverse, histórias em quadrinhos e jogos eletrônicos.
A convenção principal foi realizada online como "DC FanDome: Hall of Heroes" em 22 de agosto de 2020. A segunda convenção, intitulada "DC FanDome: Explore the Multiverse", ocorreu em 12 de setembro de 2020.

## Desenvolvimento
O desenvolvimento de um evento de fãs centrado na DC Comics foi concebido pela primeira vez em abril de 2020, quando a pandemia de COVID-19 forçou o cancelamento da E3 2020 e o eventual cancelamento da San Diego Comic-Con 2020. Em 14 de junho de 2020, com a Comic-Con substituída por uma Comic-Con@Home virtual, a Warner Bros. anunciou uma convenção separada apenas online com o tema DC. Chamado de DC FanDome, a "experiência virtual imersiva do ventilador" gratuita foi um evento de 24 horas realizado em 22 de agosto de 2020. Os anfitriões e muitos dos palestrantes receberam kits de produção da DC para capturar seus corpos inteiros em telas verdes para que pudessem aparecer no palco virtual Hall of Heroes projetado pelo diretor de criação da DC Jim Lee. Alguns dos painéis maiores que precisam acontecer durante a videoconferência usaram planos de fundo exclusivos. O conteúdo do evento foi filmado em um período de duas semanas no final de julho de 2020 e concluído em 15 de agosto de 2020.
Em 19 de agosto de 2020, o FanDome foi anunciado para ser dividido em dois dias diferentes. A apresentação principal, intitulada "DC FanDome: Hall of Heroes", foi realizada no dia 22 de agosto. A programação restante está programada como uma experiência de vídeo sob demanda de um dia, "DC FanDome: Explore the Multiverse", para 12 de setembro. Lisa Gregorian, Warner Bros. Presidente do grupo de TV e diretor de marketing, e Blair Rich, presidente de marketing mundial da Warner Bros. O Pictures Group revelou que a decisão de dividir o evento em duas datas veio após ouvir o feedback dos fãs no anúncio da programação inicial dizendo que havia muito conteúdo para consumir em 24 horas.
Os fãs e o público global puderam fazer login gratuitamente sem qualquer uso de etiquetas de crachá ou compras financeiras, como a convenção da Comic-Con, e ver novos anúncios e trailers para uma variedade de filmes, telesséries, quadrinhos e videogames futuros da DC incluindo detalhes sobre a franquia de televisão Arrowverse. Painéis virtuais apresentaram entrevistas do elenco e criadores de muitos projetos atuais e futuros da DC, como The Batman, Black Adam, The Suicide Squad, Zack Snyder's Justice League, Wonder Woman 1984, Shazam!: Fury of the Gods, The Flash e outros principais projetos de filmes ambientados na franquia DC Extended Universe. O evento foi transmitido em inglês, espanhol, chinês tradicional, japonês, coreano, português, francês, alemão e italiano. A DC Comics planeja produzir outra iteração de um evento virtual no futuro, com Gregorian acrescentando que ele poderia coexistir com eventos físicos, presenciais, como a Comic-Con.

## Elenco de apresentadores e participantes
Em agosto de 2020, a DC Comics lançou uma grande lista de apresentadores e participantes, incluindo Matt Reeves, diretor de The Batman de 2022; sua estrela Robert Pattinson; os diretores Zack Snyder, Patty Jenkins e James Gunn; e outros da franquia de filmes DC Extended Universe. Treze apresentadores globais de quatorze países também participaram.

## Presença e engajamento
DC FanDome: Hall of Heroes foi visto por 22 milhões de pessoas em 220 países em sua transmissão ao vivo de 24 horas. "DC FanDome" também foi destaque no Twitter e no YouTube em 53 e 82 países, respectivamente. Gregorian falou sobre isso, dizendo: "Alcançamos muitos fãs ao redor do mundo que normalmente não seríamos capazes de alcançar. Pudemos ter perguntas da Índia respondidas, ou obras de arte vistas das Filipinas ou da África do Sul, pelo talento".